# Hugo Miller
Hugo Miller (* 20. Februar 1851 in Obergermaringen; † 23. Februar 1887 in Tettnang) war ein württembergischer Oberamtmann.

## Leben
Miller, Sohn eines Lehrers und katholischer Konfession, studierte in München Rechts- und Staatswissenschaften. Er legte 1874 die erste und 1876 die zweite höhere Dienstprüfung ab. Er wurde zum Dr. iur. promoviert.
Danach trat er in die württembergische Innenverwaltung ein. Er leitete als Oberamtmann das Oberamt Tettnang von 1884 bis 1887.